# 玫瑰山 (加利福尼亞州)
參數所指定的目標頁面不存在，建議更正成存在頁面或直接建立下列一個頁面（建立前請先搜尋是否有合適的存在頁面可以取代）：
- 玫瑰山

玫瑰山（英語：Rose Hills）是位於美國加利福尼亞州洛杉磯縣的一個人口普查指定地區。

## 地理
玫瑰山的座標為34°00′33″N 118°02′31″W / 34.00917°N 118.04194°W，而該地最高點為海拔高度158米（即518英尺）。

## 人口
根據2010年美國人口普查的數據，玫瑰山的面積為1.137平方千米，當中陸地面積為1.137平方千米，而水域面積為0.000平方千米。當地共有人口2803人，而人口密度為每平方千米2,465人。